# Andrés Waissbluth
Andrés Rodrigo Waissbluth Weinstein (Madison, Estats Units; 10 de març de 1973) és un director de cinema, guionista i productor xilè.

## Biografia
Fill de l'enginyer Mario Waissbluth i la psicòloga Eugenia Weinstein, va néixer quan els seus pares feien estudis de postgrau a la Universitat de Wisconsin, a la ciutat de Madison, Estats Units. Com que el 1975 la família no va poder tornar a Xile perquè la Junta Militar encapçalada pel general Augusto Pinochet —que el mateix any del naixement d'Andrés havia donat el cop d'estat contra el govern de Salvador Allende— no li ho va permetre; van optar llavors per establir-se a Mèxic, on van viure fins al 1979. De tornada a Xile, la família es va instal·lar a Santiago, on Andrés va acabar la secundària a l'Andrée English School i el 1991 es va llicenciar en Enginyeria Comercial a la Universitat Catòlica.
Sobre el seu camí cap a l'art ha relatat: «Mai vaig tenir el perfil de l'estudiant amb capacitats artístiques, perquè tot i que m'interessava l'art, era més aviat maldestre amb les mans i, d'altra banda, semblava més inclinat a les matemàtiques. A casa tractaven de convèncer-me que no tenia 'dits per al piano', i amb l'argument que l'artista de la família era la meva germana, m'aconsellaven estudiar enginyeria». Però al col·legi va comptar amb el suport de la professora Francisca Cabedo: «Record que em repetia que era maldestre però amb enginy, i que no em preocupés, perquè de la malaptesa i la societat brollava el meu talent. Les meves pintures eren molt d'empastament, agregava una capa sobre una altra fins que sentia que estaven acabades. Crec que això va ser súper important per a mi, i finalment em va motivar a fer cinema, a fer música, a confiar en les idees més que en els dits, en la mirada més que en el pinzell, i en el fons, a convèncer-me que tenia capacitat».
Després obtindria una beca de l'Institut de Cooperació Iberoamericana i marxaria a l'Escola Internacional de Cinema i Televisió de San Antonio de los Baños, on es va llicenciar en direcció el 1996.
Va començar amb curtmetratges i documentals que van rebre premis a Cuba, Alemanya i Xile.
El seu primer treball en un llargmetratge el va fer com a assistent de direcció a Gringuito (1998), pel·lícula del xilè Sergio Castilla. Cinc anys després va estrenar el seu primer llargmetratge, Los debutantes, de la que en va ser guionista, director i productor. Va ser la nominada per Xile en 2004 als premis Oscar i a els Goya.
Cinc anys després rodaria el seu segon llargmetratge, 199 recetas para ser feliz (2008), pel·lícula inspirada en el conte Noticias de Milo, que forma part del llibre Mujer desnuda fumando en la ventana, de Marcelo Leonart, autor del guió juntament amb Nona Fernández i Cristián Jiménez. Les receptes són de la mare de Waissbluth. La cinta va ser premiada en la categoria WIP del XV Festival Internacional de Cinema de Valdivia i com a millor film al Festival Internacional de Cinema Chungmuro (Seül).
Waissbluth és director de l'Escola de Cinema de l'Instituto Arcos i darrerament " "s'ha dedicat a fons" també a la pintura. La seva primera exposició individual es titula Sin tiempo (10-30 d'octubre de 2012, galeria La Posada del Corregidor).
Andrés té tres fills. El seu germà Javier és un enginyer civil convertit en rabí; el seu pare, professor de la Universitat de Xile, encapçala la fundació Educación 2020; la seva mare és autora de diversos llibres d'autoajuda.

## Obres
- Amén, curt, 1994
- Suburbios, curt, 1996
- El príncipe Carlos, documental, 1995
- 18 en el parque, documental, 1999
- Los debutantes, llargmetratge, 2003
- 199 recetas para ser feliz, llargmetratge, 2008
- Un caballo llamado Elefante, llargmetratge, 2014